# Загвойський Йосип
Загвойський Йосип (*поч. XVII ст. — †після 1656) — український співак, хоровий диригент, придворний співак гетьмана Богдана Хмельницького, композитор. Вихованець Києво-Могилянської академії.

## Біографія
Освіту, в тому числі й музикальну, здобув у Києво-Могилянській академії.
Був регентом хору Київського Братського монастиря. 1655-1656 — співак і регент хору Києво-Печерської Лаври, придворний співак гетьмана Богдана Хмельницького («стояв на клиросі в Чигирині»).
На початку 1656 московський цар Олексій Михайлович наказав архімандриту Києво-Печерсбкої Лаври Й. Тризні та київському воєводі Ф. Ф. Волконському прислати 3авойського у Москву до хору государевих півчих дяків навчати «партесному співу». З царською грамотою заради цього з Москви до Києва прибули два українські співаки, які перед тим служили у Москві: Олексій Лешковський та Клим Коновський. Однак 3авойський через небажання служити царю полишив Києво-Печерську Лавру, і його не могли знайти ні в Київському Михайлівському Золотоверхому монастирі, ні в Київському Пустинно-Миколаївському монастирі, ні в Київському Межигірському монастирі, ні в Чигирині у Богдана Хмельницького. Гетьман відреагував листом: «неволею посилати Загвойського не можна». Безрезультатними були й звернення до ректора Києво-Могилянської академії Л. Барановича. Замість 3авойського хотіли взяти до Москви митрополичого співака і регента В. Пикулинського, але С. Косов відмовився відпустити його до Москви («без него в монастыре нельзя»).
Твори Завойського були втрачені.